# Disphragis multilineata
Disphragis multilineata is een vlinder uit de familie van de tandvlinders (Notodontidae). De wetenschappelijke naam van de soort is voor het eerst geldig gepubliceerd in 1905 door Paul Dognin.